# Ny Angoulême
Ny Angoulême (på fransk Nouvelle-Angoulême) var det navn den nuværende amerikanske by New York fik i 1524 af den italienske opdagelsesrejsende Giovanni da Verrazzano, opkaldt efter Frans I, konge af Frankrig og greve of Angoulême. 
Stedet blev den hollandske besiddelse New Amsterdam, indtil briterne erobrede det i 1664 og gav det navnet New York.